# Quartier de la Chapelle
Quartier de la Chapelle är Paris 72:e administrativa distrikt, beläget i artonde arrondissementet. Distriktet är uppkallat efter byn La Chapelle som år 1860 blev en del av Paris.
Artonde arrondissementet består även av distrikten Grandes-Carrières, Clignancourt och Goutte-d'Or.

## Sevärdheter
- Saint-Denys de la Chapelle
- Sainte-Jeanne-d'Arc
- Square de la Madone
- Marché de la Chapelle
- Jardins d'Éole

## Bilder
| - De fyra administrativa distrikten i Paris artonde arrondissement. - Saint-Denys de la Chapelle, interiören. - Jardins d'Éole. |

## Kommunikationer
- Tunnelbana – linje  – La Chapelle